# NGC 1118
NGC 1118 (również PGC 10748) – galaktyka soczewkowata (S0), znajdująca się w gwiazdozbiorze Erydanu. Odkrył ją Lewis A. Swift 1 listopada 1886 roku.